# Ambalavao (stad)
Ambalavao is een plaats in Madagaskar gelegen in de regio Haute Matsiatra. De plaats telt 30.000 inwoners (2001). De stad ligt in het meest zuidelijke deel van het Centraal Hoogland, nabij de stad Fianarantsoa.
Ambalavao ligt aan de Route nationale 7 en ligt 56 kilometer van Fianarantsoa af. In Ambalavao wordt zijde geproduceerd en op artisanale wijze papier aangemaakt.

## Geschiedenis
Tot 1 oktober 2009 lag Ambalavao in de provincie Fianarantsoa. Deze werd echter opgeheven en vervangen door de regio Haute Matsiatra. Tijdens deze wijziging werden alle autonome provincies opgeheven en vervangen door de in totaal 22 regio's van Madagaskar.

## Galerij

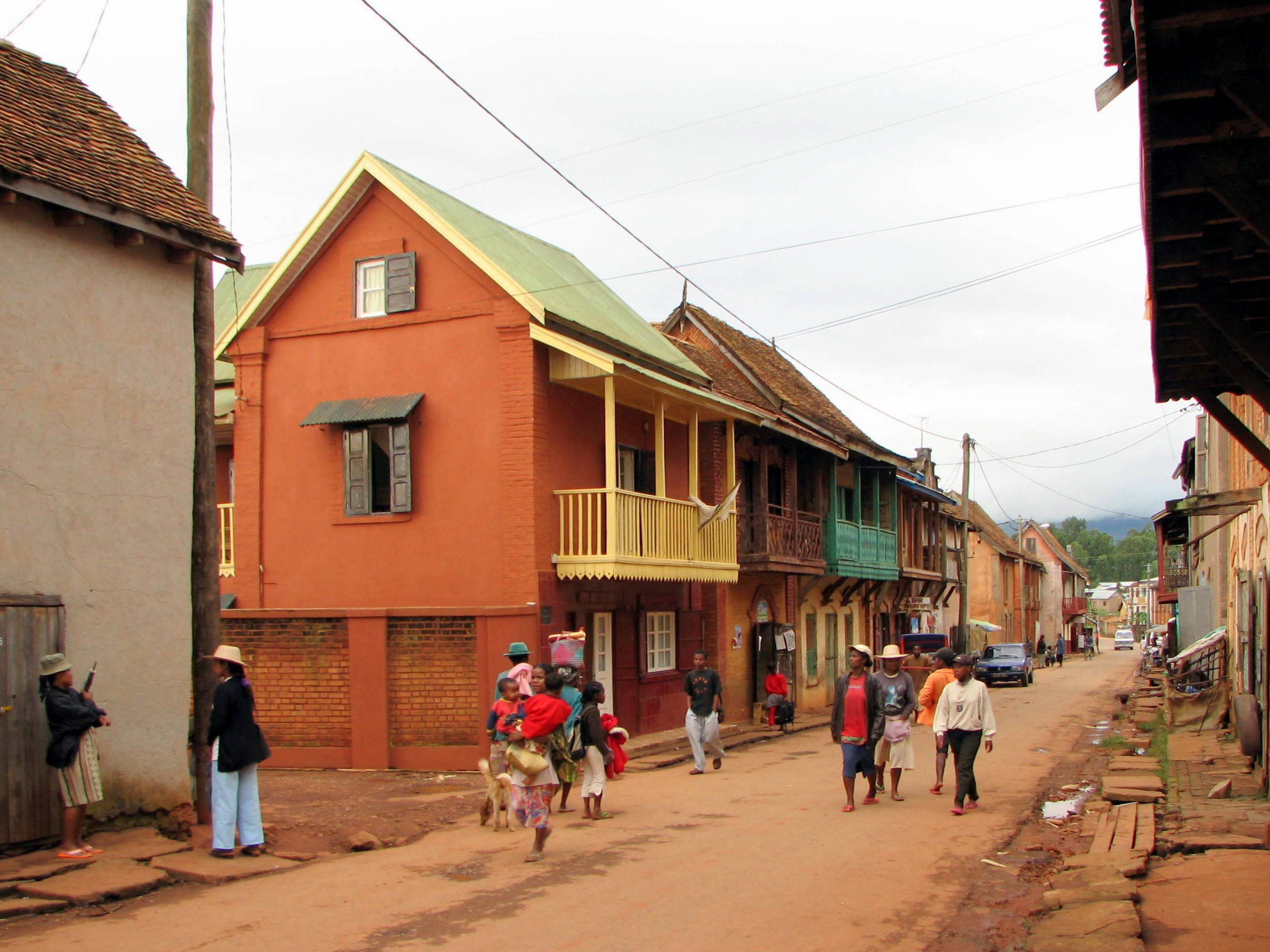
Hoofdstraat in Ambalavao.
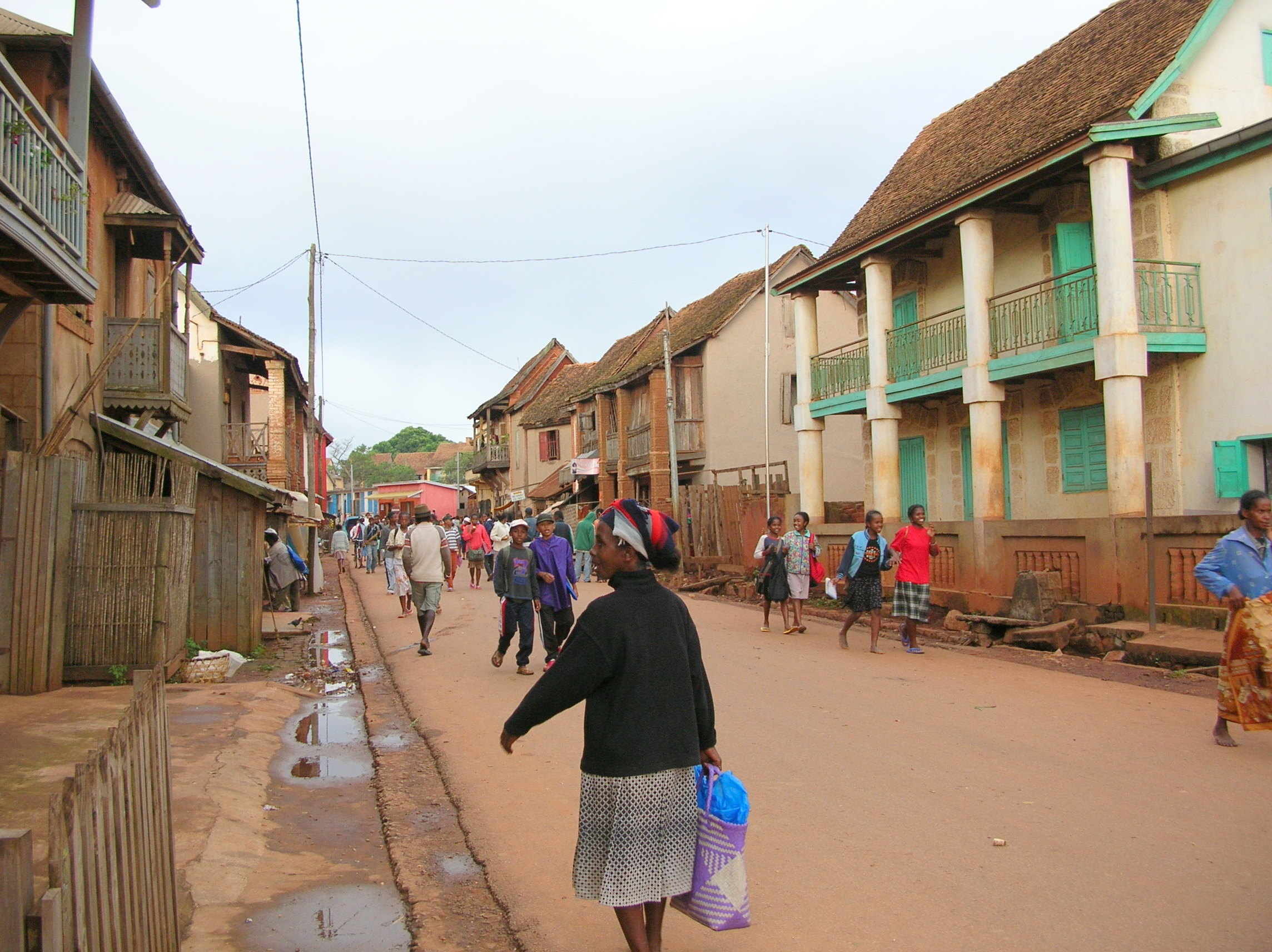
Hoofdstraat in Ambalavao.
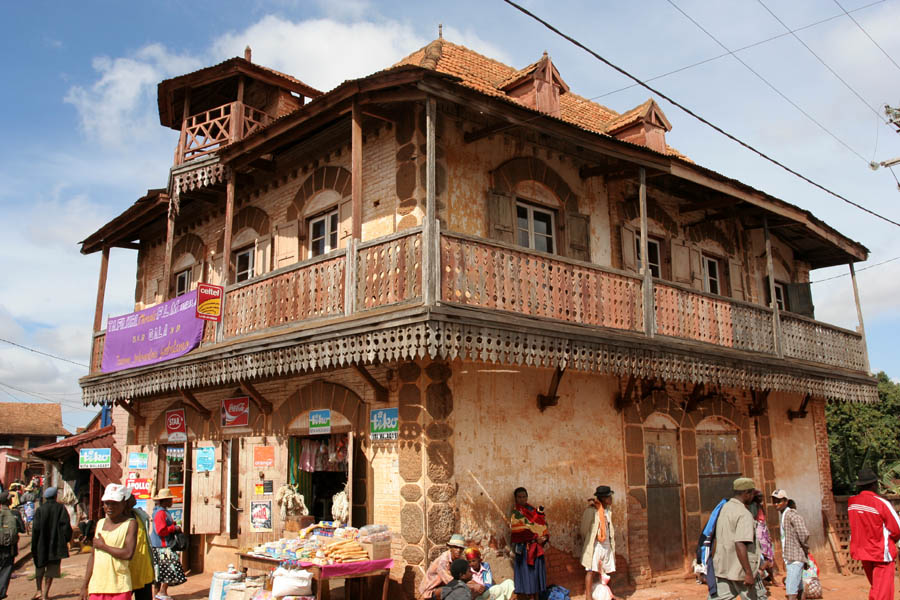
Gemeentehuis van Ambalavao.